# いわさきちひろ記念事業団
公益財団法人いわさきちひろ記念事業団（いわさきちひろきねんじぎょうだん）は、童画家いわさきちひろの死後、ちひろの作品のみならず絵本をはじめとした子供文化の発展に寄与することを目的に1976年に設立された一般財団法人。公益法人制度改革により2013年に公益財団法人に移行する以前は文部科学省所管の財団法人。
1977年には世界で初めての絵本美術館である、いわさきちひろ絵本美術館（後のちひろ美術館・東京）を開館し、1997年には二つめの美術館である安曇野ちひろ美術館を開館するに至った。散逸しやすい文化財である絵本原画を世界各地から収集・保管し、一般に公開する活動を行っている。

## 美術館
- ちひろ美術館・東京

1977年開館。当初の名称はいわさきちひろ絵本美術館。東京都練馬区下石神井。開館25周年を記念して2002年に｢ちひろ美術館・東京｣として再オープン。設計者は内藤廣建築設計事務所、施工には戸田建設が携わり、第45回BCS賞を受賞している。
- 安曇野ちひろ美術館

1997年開館。長野県北安曇郡松川村、ちひろの両親が戦後に暮らした村。

## 沿革
- 1974年8月 - いわさきちひろ、55歳で死去。
- 1975年6月 - いわさきちひろ記念事業団設立準備委員会発足。
- 1976年6月 - いわさきちひろ記念事業団設立。理事長に中谷泰就任。
- 1977年9月 - いわさきちひろ絵本美術館開館。館長に飯沢匡就任。11月、財団法人となる。
- 1978年4月 - 博物館として登録される。
- 1991年4月 - 第2代理事長に箕田源二郎就任。
- 1995年2月 - いわさきちひろ絵本美術館第2代館長に黒柳徹子就任。
- 1997年4月 - 安曇野ちひろ美術館開館。館長に松本猛就任。いわさきちひろ絵本美術館をちひろ美術館に改称。
- 2000年1月 - 第3代理事長に山田洋次就任。
- 2002年9月 - ちひろ美術館が改築され、ちひろ美術館・東京に改称。
- 2011年5月 - 安曇野ちひろ美術館第2代館長に黒柳徹子就任。ちひろ美術館・東京館長と兼任。
- 2013年4月 - 公益財団法人に移行。